# Крапивна (Хмельницкая область)
Крапивна (укр. Кропивна) — село в Изяславском районе Хмельницкой области Украины.
Население по переписи 2001 года составляло 325 человек. Почтовый индекс — 30364. Телефонный код — 3852. Занимает площадь 1,261 км². Код КОАТУУ — 6822186603.

## Местный совет
30364, Хмельницкая обл., Изяславский р-н, с. Сахновцы, ул. Октябрьская, 2